# 봉강서원 (제천시)
봉강서원(鳳崗書院)은 충청북도 제천시 금성면 지역에 있던 서원이다. 1671년에 당시 청풍 지역 선비들이 기묘사화 때 자결한 문의공(文毅公) 김식(金湜), 청빈으로 이름이 높았던 충간공(忠簡公) 김권(金權)을 모시기 위해 설립하였다. 이듬해 1672년에 봉강서원으로 사액(賜額)되었으며, 대동법을 시행한 문정공(文貞公) 김육(金堉)이 추가로 배향되었다. 세 인물 모두 청풍 김씨였는데, 청풍은 현재 제천시 청풍면 지역이나 조선시대에는 독립된 행정구역인 청풍도호부였다. 흥선대원군 집권 후인 1871년에 훼철되었다.

## 배향 인물
- 문의공(文毅公) 김식(金湜, 1482년 ~ 1520년 5월 16일)
- 충간공(忠簡公) 김권(金權, 1549년 ~ 1622년)
- 문정공(文貞公) 김육(金堉, 1580년 ~ 1658년)